# Тик-Ток
Тик-Ток (англ. Tik-Tok) — механический человек, персонаж из серии книг Л. Баума о сказочной стране Оз. Литературоведы причисляют его к «прототипам робота» и одним из первых образов робота в художественной литературе (наряду с «паровым человеком» — персонажем романа Эдварда Эллиса «Паровой человек в прериях» 1868 года), хотя сам термин «робот» появился лишь в 1920 году в пьесе К.Чапека «Россумские универсальные роботы».

## Персонаж книг Л. Ф. Баума
Тик-Ток (иногда пишется вместе — Тикток) — механический человек круглой формы, изготовленный из меди, работает благодаря действию заводных пружин, которые надо регулярно заводить, подобно механической игрушке или механическим часам. Его колени и локти по виду напоминают рыцарские доспехи. У Тик-Тока есть отдельные механизмы для мышления, речи и движений, но он не в состоянии самостоятельно завести ни один из них. Когда кончается завод его механизмов, он останавливается или, как в одном из эпизодов «Путешествия в страну Оз», продолжает говорить, но несёт тарабарщину. Когда он говорит, двигаются только его зубы. Манеру речи Тик-Тока Баум передаёт как отрывистую: «Доб-рое ут-ро, ма-лень-кая де-воч-ка».
Как неоднократно упоминается в произведениях с участием Тик-Тока, он не живой и не испытывает никаких эмоций, поэтому не может больше любить или быть любимым, чем, например, швейная машина, но как слуга людей он представляет собой правдивое и верное существо. Тик-Ток представляет себя как «раб» Дороти Гейл и всюду следует за ней.
Тик-Ток был изготовлен Горном и Припоем в их мастерской в королевстве Эв и является единственным экземпляром механического человека. Король страны Эв, Эвальд, купив его у изобретателей, дал ему имя Тик-Ток из-за звука, который он производил. Жестокий король избивал своего механического слугу, но его удары не причиняли Тик-Току боли и только полировали его медное туловище.
Тик-Ток впервые появляется в книге «Озма из страны Оз» (1907), где Дороти Гейл обнаруживает его запертым в пещере и обездвиженным, поскольку у него давно кончился завод. После этого Тик-Ток становится слугой и защитником Дороти, и, несмотря на опасность своего обездвиживания в критические моменты, помогает Дороти и её друзьям одержать верх над королём гномов Руггедо.
Позже Баум опубликовал короткий рассказ «Тик-Ток и король гномов» в сборнике Маленькие волшебные истории о стране Оз (1914). В этой истории король гномов Руггедо, возмущенный, что Тик-Ток называет его «толстяком», разбивает Тик-Тока на части. Калико в тайне от короля собирает Тик-Тока. Затем Руггедо переделывает Тик-Тока в виде привидения, окрашенного в беловато-серый цвет. Тик-Ток выведен также в восьмой книге Л. Баума из цикла о стране Оз — «Тик-Ток из страны Оз» (1914). В этой книге, хотя Тик-Ток и является главным действующим лицом, он ни в коей мере не способствует динамике повествования. Тик-Ток также появляется в большинстве других книг серии о стране Оз, в качестве знатного жителя Изумрудного города, наиболее важную роль он играет в книге Д. Нила «Скаломобили в Стране Оз» (1941), в которой Тик-Ток занимается производством скаломобилей.

## Образ в кино, радио- и театральных постановках
В немом фильме 1908 года «Волшебная фея и радиопьесы» роль Тик-Тока исполнил Уоллес Иллингтон. В мюзикле Л. Баума 1913 года «Тик-Ток — человек из страны Оз» (The Tik-Tok Man of Oz) роль Тик-Тока исполнил комик Джеймс Мортон. При этом Тик-Ток не появлялся ни в одном из фильмов, снятых кинокомпанией Л. Баума The Oz Film Manufacturing Company.

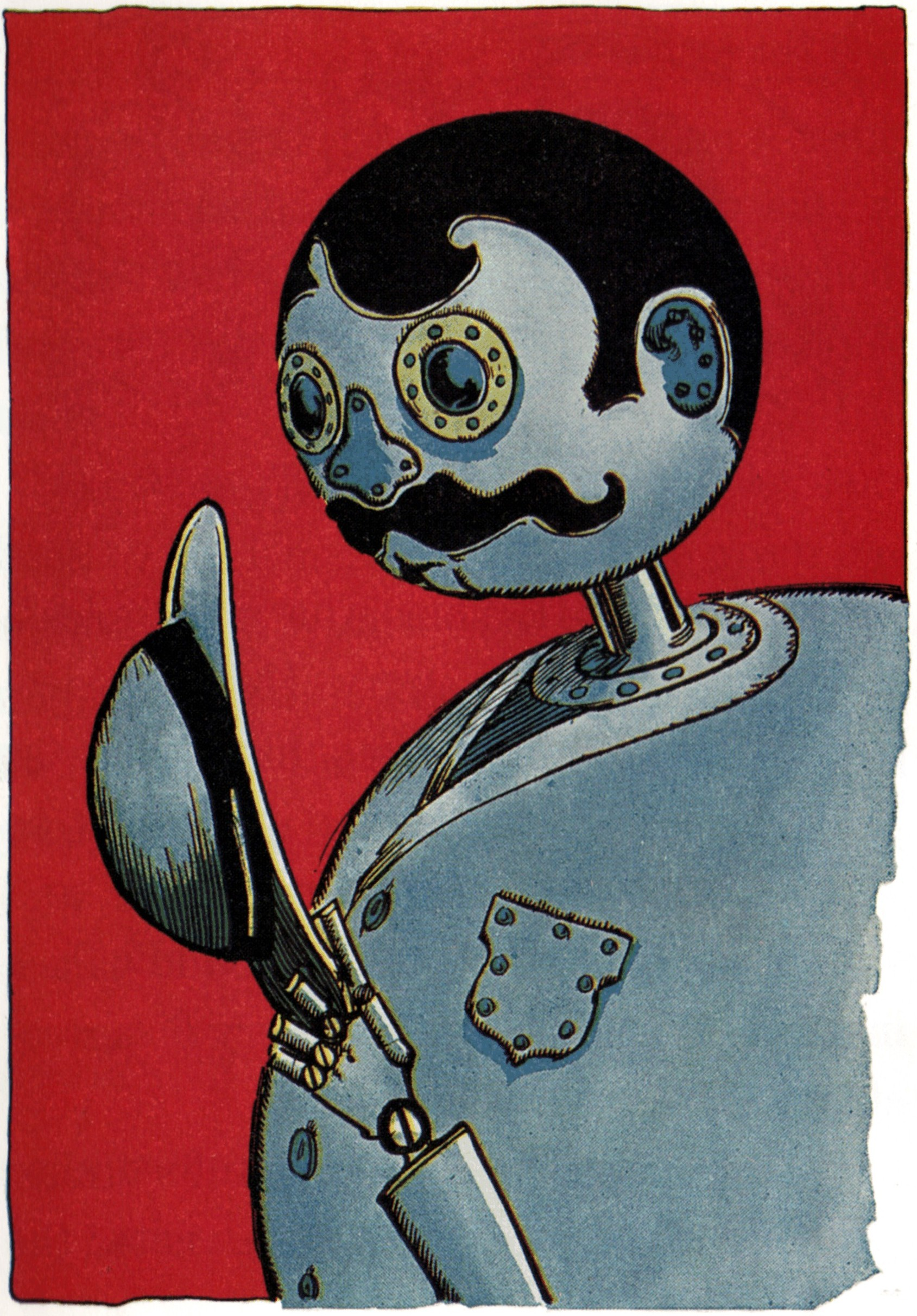
Изображение Тик-Тока в книге Маленькие волшебные истории о стране Оз, 1914

Тик-Ток является одним из персонажей радиопостановки «День благодарения в стране Оз» 1980 года, его роль озвучивает Джоан Гербер.
Тик-Ток является одним из главных героев фильма Walt Disney Pictures 1985 года «Возвращение в страну Оз» — полусиквела фильма 1939 года студии MGM «Волшебник страны Оз». В этом фильме Тик-Ток изображён с очень толстыми ногами и манерой говорить сквозь усы. Он представляет в своём лице всю королевскую армию страны Оз, что придаёт его образу комическое звучание с учётом неспособности Тик-Тока самостоятельно заводить свои механизмы. В интервью для проекта Elstree режиссёр фильма Уолтер Марч разъяснил, что манеру поведения Тик-Тока на съёмках изображал акробат Майкл Сандин, который влезал в костюм Тик-Тока и использовал жидкокристаллический дисплей, чтобы следить за собственными движениями. По словам Марча, из-за жары и физических нагрузок от перемещений вверх-вниз Сандин не мог находиться в костюме Тик-Тока больше двух с половиной минут. Озвучивал Тик-Тока Шон Барретт, а Тим Роуз управлял головой Тик-Тока.

## Использование образа в художественной литературе для взрослых
В серии комиксов Стива Алквиста 1990-х годов «Команда страны Оз» у Тик-Тока отказывает «внутренняя моральная пружина» и он начинает совершать преступления, в том числе сексуальные, хотя внешне очень похож на изображение, созданное Джоном Нилом.
В романе Грегори Магуайра «Злая» термин «тикток» используется как прилагательное, обозначающее любое механическое или роботоподобное существо. У персонажа мадам Моррибль есть слуга «тикток» с собственным именем Громметик, чьё описание соответствует описанию Тик-Тока у Баума. Есть сильное подозрение, что Громметик убивает доктора Дилламонда по приказу мадам Моррибль. Хотя эта сюжетная линия в романе не очень развита, из текста известно, что Громметик становится независимым, и, возможно, из-за отвращения к тому, что его вынуждали делать, пытается поднять восстание механических слуг.
Американский фантаст Джон Слейдек в своём произведении 1983 года «Тик-Ток» превращает добродушного персонажа Баума в психотического убийцу.
В фантастическом романе Грегори Бенфорда 1997 года «Страхи Основания», действие которого отнесено на десятки тысяч лет в будущее, изображена группа роботов под названием «tik-toks», которые отвечают за контроль за работой автоматизированных ферм на планете Трантор. Основную сюжетную линию в романе задаёт восстание «tik-toks» против сил Галактической империи.

## В компьютерных играх
Дизайн Тик-Тока был использован в видеоигре Epic Mickey 2 для изображения образа Битлворкса.